# Pictetia aculeata
Pictetia aculeata är en ärtväxtart som först beskrevs av Vahl, och fick sitt nu gällande namn av Ignatz Urban. Pictetia aculeata ingår i släktet Pictetia och familjen ärtväxter. Inga underarter finns listade i Catalogue of Life.